# Gleby niestrefowe
Gleby niestrefowe (gleby astrefowe, gleby azonalne) to gleby niemające dobrze wykształconego profilu, a także gleby w których dominującym czynnikiem glebotwórczym jest działalność człowieka.
Jest to pojęcie z zakresu geografii gleb i odnosi się do stworzonego przez prof. Nikołaja N. Sibircewa podziału gleb na gleby strefowe (charakterystyczne dla określonych stref glebowo-klimatycznych), gleby intrastrefowe (słone, hydrogeniczne, węglanowe) oraz gleby niestrefowe (gleby inicjalne, gleby słabo ukształtowane i gleby aluwialne). Te ostatnie były również dawniej nazywane glebami pozastrefowymi (już nie uwzględniając w nich gleb aluwialnych), lecz współcześnie pojęciu gleby pozastrefowe przypisuje się inne znaczenie.
Do gleb niestrefowych zalicza się: 
- Gleby inicjalne - litosole, regosole, pelosole
- Gleby słabo ukształtowane - rankery, arenosole
- Gleby antropogeniczne - plaggosole, heilutu, hortisole, rigosole, industrisole, urbisole[4]

Generalnie nie wyróżnia się prawidłowości w rozmieszczeniu tych gleb na kuli ziemskiej lecz w pewnych obszarach, takich jak obszary górskie i obszary mocno rozwinięte gospodarczo, są one szczególnie częste. Uważa się, że po likwidacji przeszkód utrudniających naturalne procesy glebotwórcze (erozji, działalności człowieka) gleby azonalne z czasem rozwinęły by się do gleb strefowych lub śródstrefowych.